# San Miguel Dueñas
San Miguel Dueñas è un comune del Guatemala facente parte del dipartimento di Sacatepéquez.